# Hugh Clapperton

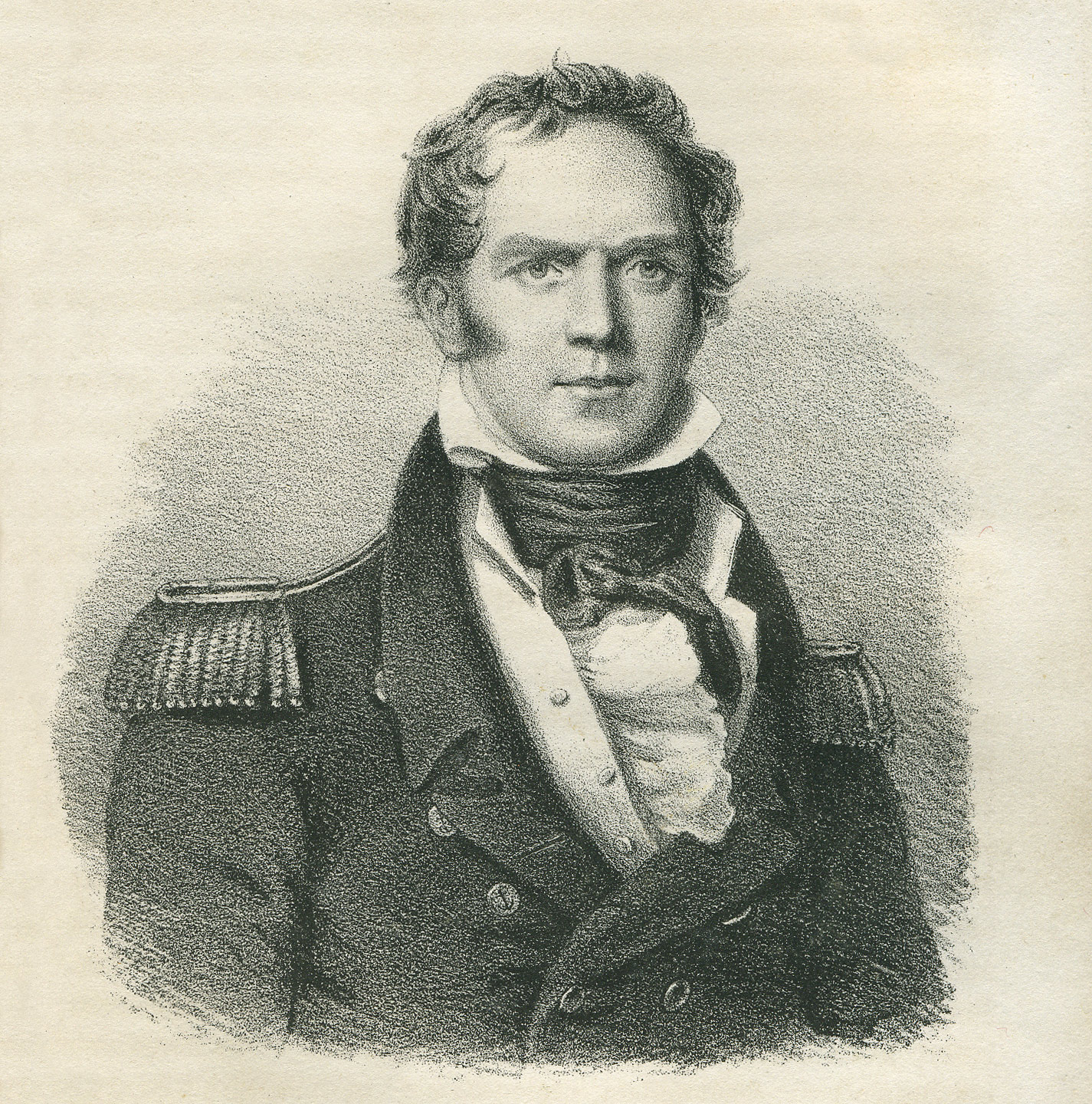
Hugh Clapperton.

Hugh Clapperton, född 1788, död 13 april 1827, var en skotsk upptäcktsresande.
Tillsammans med Dixon Denham följde Clapperton Walter Oudney på dennes resa till Bornu 1822, under vilken resa han med Tripoli som utgångspunkt, sedan Tchadsjön och Oudney dött, uppnådde Sokoto, där han måste vända. År 1825 företog Clapperton från Beninbukten en ny resa inåt Afrika för att närmare bestämma Nigers lopp. Även nu kom han inte längre än till Sokoto, där han avled. Clappertons dagböcker utgavs 1826–29.